# Alice nel Paese delle Meraviglie (film 1999)
Alice nel Paese delle Meraviglie (Alice in Wonderland) è un film per la televisione del 1999 diretto da Nick Willing e basato sui romanzi di Lewis Carroll Le avventure di Alice nel Paese delle Meraviglie e Attraverso lo specchio e quel che Alice vi trovò.

## Trama
Alice si trova nella sua camera da letto, intenta a provare controvoglia la canzone Cherry Ripe, che dovrà cantare ad una festa nel suo giardino. A causa della sua ansia da palcoscenico e dell'atteggiamento petulante della governante, Alice fugge via di casa nascondendosi nel bosco vicino decidendo di rimanere lì fino alla fine della festa. D'un tratto, una mela cade giù da un albero iniziando a fluttuare a mezz'aria davanti al viso di Alice. La ragazza è subito distratta da un coniglio antropomorfo che sta correndo. Curiosa, segue il Bianconiglio cadendo giù nella sua tana che conduce al Paese delle Meraviglie.
Alice viaggia nel Paese delle Meraviglie incontrando un gran numero di bizzarri personaggi e sfide. All'inizio ha problemi a mantenere la sua statura mentre cerca di entrare in una piccola porta che conduce ad un bellissimo giardino di rose. Dapprima cresce in maniera spropositata, inondando la stanza nella quale si trova con le sue lacrime ed infine si rimpicciolisce raggiungendo le dimensioni di un topo. A questo punto incontra il Signor Topo e i suoi amici volatili intenti a partecipare ad una Baratonda che vede tutti vincitori. Alice incontra nuovamente il Bianconiglio che la conduce presso la sua dimora. Bevendo da una bottiglia posta su un mobiletto, diventa gigantesca e rimane intrappolata all'interno della casa. Il Bianconiglio e i suoi giardinieri Pat e Bill cercano di scacciare Alice scendendo attraverso la canna fumaria, ma lei ritorna nuovamente piccola. Vagando nella vicina foresta incontra prima un cane gigantesco, poi il Maggiore Brucaliffo che, prima di trasformarsi in farfalla, la rassicura facendola esercitare nel canto e donandogli due pezzi del suo fungo, che le garantiranno di cambiare a suo piacimento la statura. La ragazza, quindi, si dirige verso una villa nelle vicinanze, dove incontra la Duchessa, il suo bambino, la sua cuoca ossessionata dal pepe e lo Stregatto Astratto. Il bambino viene affidato alle cure di Alice ma viene lasciato andare dopo essersi trasformato in un maialino. Lo Stregatto, subito dopo, consiglia ad Alice di far visita al Cappellaio Matto e ai suoi amici: la Lepre Marzolina e Ghirotto.
Alice incontra il trio mentre sta prendendo un tè e il Cappellaio, saltato sul tavolo, si esibisce cantando una canzone che aveva precedentemente eseguito per la Regina di Cuori in occasione di un suo concerto, con il risultato di essere accusato di aver "ucciso il tempo", cosa che ha fatto innervosire lo stesso che ha costretto lui ed i suoi amici ad un tè eterno. Alice riceve bizzarri consigli su come evitare la sua ansia da palcoscenico, ma abbandona la conversazione quando il Cappellaio e la Lepre Marzolina iniziano a rompere piatti e tazze cercando di infilare Ghirotto in una teiera. Alice si imbatte di nuovo nella piccola porta e, usando la sua astuzia, riesce ad entrare nel giardino, che si rivela essere il labirinto appartenente alla Regina. Quest'ultima la invita a partecipare ad una bizzarra partita di croquet, ma Alice inizia ad infastidirsi a causa dall'ossessione della Regina per la decapitazione, che non viene mai messa in atto. Nel mentre, la testa dello Stregatto si materializza nel cielo e viene dato l'ordine di giustiziarlo, ma Alice riesce a far ragionare la Regina. La Duchessa viene portata al cospetto del Re, il quale le domanda se è lei la padrona del gatto, ma nel frattempo questo è svanito. Alice abbandona la partita di croquet con la Duchessa, poi incontra il Grifone e la Finta Tartaruga. I due cantano insieme La Quadriglia delle Aragoste e cercano di motivare Alice positivamente. In seguito, si ritrova in una zona oscura del Paese delle Meraviglie dove, attraversando un libro di musica, si ritrova nel bosco dove viene attaccata dal Cavallo Rosso e salvata da quello Bianco, che la incoraggia ad essere audace e le mostra le sue nuove invenzioni.
Alice si imbatte, poi, in alcuni fiori parlanti: un Giglio Tigrato, il più sensibile tra tutti, delle Rose, che non sembrano preoccuparsi troppo del fatto che Alice si sia persa, e delle Margherite, alquanto fastidiose. Alice, proseguendo dopo aver seguito i loro suggerimenti, incontra Pincopanco e Pancopinco che si intrattengono con lei in varie buffonerie, prima di iniziare a litigare per una raganella caduta a terra. Durante il litigio, però, i tre si ritrovano a scappare via da una nuvola di fumo definita Il Corvo. Alice, scampa al Corvo e viene scortata da due Carte al processo del Fante di Cuori, accusato di aver rubato le crostate della Regina. Il Cappellaio Matto e i suoi compagni sono chiamati a testimoniare ma egli viene accusato di aver rubato un cappello ed è subito riconosciuto dalla Regina per aver rovinato il suo concerto. Viene poi chiamata a testimoniare anche la cameriera della Duchessa, la quale non ha niente da dichiarare. Anche Alice è infine chiamata a testimoniare e, mangiando ancora un pezzo di fungo, arriva all'altezza dello scranno dove siedono il Re e la Regina. Alice nota come nessuna delle crostate sia stata rubata e definisce il processo inutile e critica apertamente il Re, la Regina e il Paese delle Meraviglie. Il Bianconiglio, araldo del processo, rivela di aver intenzionalmente condotto Alice nel Paese delle Meraviglie affinché lei potesse vincere le proprie paure. Chiede quindi ad Alice se ora è riuscita ad acquistare sicurezza ed, essendo la risposta affermativa, egli afferma che ora lei "non ha bisogno di loro". Alice viene rimandata a casa attraverso la stessa mela che l'aveva condotta lì inizialmente, appena caduta.
Una volta risvegliatasi, Alice canta coraggiosamente di fronte alla sua famiglia e agli invitati (simili ai colorati abitanti del Paese delle Meraviglie) ma, invece che con Cherry Ripe, si esibisce con La Quadriglia delle Aragoste, trovandola molto più interessante. Il pubblico gradisce la sua performance con un applauso. Alice intravede anche tra la folla lo Stregatto che le sorride per congratularsi con lei.

## Personaggi
- Alice, interpretata da Tina Majorino: una ragazzina generosa e curiosa, ma molto nervosa quando deve esibirsi in pubblico. Dopo le sue avventure nel Paese delle Meraviglie, finalmente acquista sicurezza e riesce a cantare di fronte ai familiari e agli ospiti La Quadriglia delle Aragoste, una canzone che le ha insegnato la Finta Tartaruga. Tutti apprezzano la sua esibizione, compreso lo Stregatto che le sorride in mezzo al pubblico.
- La Regina di Cuori, interpretata da Miranda Richardson: una regina viziata, scortese, impaziente, polemica, tirannica e infantile. Il suo intercalare è "Tagliatele la testa!". Spesso urla molto forte per ricevere attenzione, causando fastidio alle orecchie dei suoi sudditi. È lei a dare inizio alla partita di croquet e al processo del Fante di Cuori, che si rivela completamente inutile.
- Il Cappellaio Matto, interpretato da Martin Short: un matto venditore di cappelli che sta prendendo un tè con i suoi migliori amici: la Lepre Marzolina e Ghirotto. Una volta cantò al concerto della Regina, ma fu condannato a causa della sua orribile performance. Viene convocato come testimone al processo del Fante e, riconosciuto dalla Regina, corre subito via.
- Lo Stregatto, interpretato da Whoopi Goldberg: un gatto sogghignante che insegna ad Alice il "regolamento" del Paese delle Meraviglie. È uno dei pochi personaggi ad essere generoso con lei. Il suo passatempo preferito è apparire e scomparire.
- Il Re di Cuori, interpretato da Simon Russell Beale: lo sciocco marito della Regina che cerca costantemente di essere come sua moglie e di adularla.
- Il Signor Topo, interpretato da Ken Dodd: un topo gentile, divertente e saggio che cerca di far asciugare Alice con una lezione di letteratura molto "seccante". Non riuscendoci, il Dodo suggerisce di fare una Baratona, a seguito della quale il Signor Topo e i suoi amici ritornano a casa per bere una tazza di cioccolato caldo.
- La Finta Tartaruga, interpretata da Gene Wilder: uno strano tipo di tartaruga che piange spesso ricordando le sue lezioni in una scuola in fondo al mare. Canta due canzoni ad Alice: la Quadriglia delle Aragoste e Zuppa Squisita.
- La Lepre Marzolina, interpretata da Adrian Getley, Robert Tygner e Francis Wright: uno degli amici con cui il Cappellaio Matto sta bevendo il tè.
- Pincopanco e Pancopinco, interpretati rispettivamente da George Wendt e Robbie Coltrane: due fratelli che raccontano ad Alice la storia de Il Tricheco e il Carpentiere. Pancopinco trova la sua raganella rovinata ed incolpa Pincopanco. I due stanno per sfidarsi, ma un corvo mostruoso interrompe lo scontro e li fa scappare via.
- Il Bianconiglio, interpretato da Kiran Shah e Richard Coombs: un coniglio bianco di dimensioni umane che è sempre in ritardo. È l'araldo del Re e della Regina. Nel film, Alice rimane bloccata nella sua dimora e lui lo salva.
- Il Cavaliere Bianco, interpretato da Christopher Lloyd: un gentile cavaliere che ha inventato una bisaccia che porta sempre al rovescio per evitare di bagnare le sue focacce. Alice gli fa notare che se continua a tenerla aperta in quel modo le sue focacce potrebbero cadere ed egli le risponde "Ecco perché sparivano tutte le focacce!". Non è molto abile nell'andare a cavallo.
- La Duchessa, interpretata da Elizabeth Spriggs: una duchessa che sta cullando un bambino che poi si trasforma in maiale. Il suo animale domestico è lo Stregatto. Si rivela abbastanza generosa nei confronti di Alice.
- Il Maggiore Brucaliffo, interpretato da Ben Kingsley: un bruco che fuma il narghilè. Dà consigli ad Alice su come esercitarsi nel canto.
- Il Tricheco e il Carpentiere, interpretati rispettivamente da Peter Ustinov e Pete Postlethwaite: i due protagonisti della storia raccontata ad Alice da Pincopanco e Pancopinco.
- Il Grifone, il cui pupazzo è azionato dai marionettisti David Alan Barclay, Adrian Getley, Adrian Parish, Mark Hunter e Robert Tygner: una creatura in parte aquila e in parte leone, migliore amico della Finta Tartaruga. Mostra ad Alice il suo amico con cui era solito andare a scuola in fondo al mare.
- Il Fante di Cuori, interpretato da Jason Flemyng: un fante sprovveduto accusato di aver rubato le crostate della Regina. Questa è solita riferirsi a lui come un idiota.
- Pat e Bill, interpretati rispettivamente da Jason Byrne e Paddy Joyce: i fedeli giardinieri irlandesi del Bianconiglio. Pat è molto riluttante mentre Bill è un poco più affidabile.
- La Signora Lori, il Signor Anatra, il Signor Aquilotto e il Signor Dodo, interpretati rispettivamente da Liz Smith, Ken Campbell, Heathcote Williams e Peter Bayliss: Il gruppo di amici del Signor Topo che partecipa alla Baratonda.
- Il Giglio Tigrato: un fiore parlante che dà indicazioni ad Alice.
- La Cuoca, interpretata da Sheila Hancock: la pazza cuoca della Duchessa ossessionata dal pepe. Le piace lanciare continuamente stoviglie contro Alice e la Duchessa. Riesce a stare calma solo quando quest'ultima canta.
- Il Boia, interpretato da Murray Melvin: il giustiziere della Regina che sostiene sia impossibile decapitare lo Stregatto perché l'animale non possiede un corpo attaccato alla testa.
- Ghirotto, il cui pupazzo è azionato dai marionettisti Nigel Plaskitt e David Alan Barclay: compagno del Cappellaio e della Lepre. Sembra avere una passione per la melassa. I suoi compagni cercano di infilarlo in una teiera.
- Il Bambino Maiale, azionato da Adrian Parish: un bambino brutto e inquietante accudito dalla Duchessa. Si trasforma presto in un maiale.
- Il Valletto-Ranocchio e il Valletto-Pesce, interpretati rispettivamente da Peter Eyre e Hugh Lloyd: due valletti che si trovano di fronte la villa della Duchessa. Il Pesce consegna al Ranocchio un invito da parte della Regina per la Duchessa per giocare a croquet.
- Due, Cinque e Sette, interpretati rispettivamente da Jonathan Broadbent, Matthew Sim e Christopher Ryan: le tre carte che stanno dipingendo le rose bianche di colore rosso. Scoperti dalla Regina vengono salvati da Alice, la quale li nasconde nelle tasche del suo vestito.
- Il Cavaliere Rosso, interpretato da Gerard Naprous: un cavaliere che sfida a duello il Cavaliere Bianco. Alla fine decidono di non combattere più e il Cavaliere Rosso se ne va in sella al suo cavallo.
- La madre di Alice, interpretata da Janie Eser.
- Il padre di Alice, interpretato da Jeremy Brudenell.
- La tata di Alice, interpretata da Mary Healey.
- La governante di Alice, interpretata da Dilys Laye.

## Produzione
Le riprese cominciarono il 10 agosto 1998, per terminare il 24 ottobre dello stesso anno. Si scelse di girare parte delle scene nel Buckinghamshire del Regno Unito e parte ad Hollywood. Le scene interne vennero invece girate a Shepperton, sempre nel Regno Unito. Per il film furono stanziati circa 21.000.000 di dollari.

## Distribuzione
Il film è stato trasmesso per la prima volta il 28 febbraio 1999 dal canale statunitense NBC. Nel Regno Unito è stato in seguito trasmesso da Channel 4, il 23 aprile 2000.
Alcune delle date della trasmissione televisiva di questa versione di Alice nel Paese delle Meraviglie sono:
- Stati Uniti: Alice in Wonderland, 28 febbraio 1999
- Portogallo: Alice no País das Maravilhas, 2 maggio 1999
- Germania: Alice im Wunderland, 23 maggio 1999
- Australia: Alice in Wonderland, 13 agosto 1999
- Francia: Alice au pays des merveilles, 24 dicembre 1999
- Regno Unito: Alice in Wonderland, 23 aprile 2000
- Italia: Alice nel Paese delle Meraviglie, 5 dicembre 2001
- Finlandia: Liisa ihmemaassa, 30 gennaio 2002 (uscita DVD)

In Italia è stato trasmesso per la prima volta il 5 dicembre 2001 su Canale 5 in versione ridotta in prima serata, in seguito su Italia 1 come film facente parte del ciclo "Fantastica avventura", dove è andata in onda in maniera alternata sia la versione integrale che quella ridotta. In seguito è stato trasmesso in versione integrale anche su Hallmark nella piattaforma satellitare Sky.

## Effetti speciali
Questo film unisce attori in carne ossa e pupazzi. Questi ultimi sono stati creati dal Jim Henson's Creature Shop. Ne fanno parte lo Stregatto, la Lepre Marzolina, il Grifone, il Ghiro, il bambino della Duchessa, i fenicotteri e i porcospini della Regina di Cuori e il Bianconiglio. In tutto sono stati creati 875 effetti speciali. Un esempio è la testa di Martin Short, che fu ingrandita di tre volte per somigliare all'illustrazione del Cappellaio Matto di John Tenniel. Un altro esempio è il grande libro attraverso il quale entra Alice per giungere nella foresta.

## Riconoscimenti
I premi vinti dal film per la televisione riguardano gli effetti visivi, i costumi, il trucco e la composizione musicale:
- 1999 - Premio Emmy
  - Miglior design dei costumi per una miniserie o un film a Charles Knode
  - Miglior trucco per una miniserie, un film o uno special
  - Migliore composizione musicale per una miniserie o un film (sottolineatura drammatica) a Richard Hartley
  - Migliori effetti speciali visivi per una miniserie o un film
- 2000 - RTS Television Award
  - Migliori effetti visivi

Il film è inoltre stato candidato per diversi altri premi:
- 1999 - Premio Emmy
  - Migliore direzione artistica per una miniserie o un film
  - Migliore design della sigla principale a Chris Allies
- 1999 - 'Artios Award
  - Miglior casting per un film TV della settimana a Lynn Kressel
- 1999 - TCA Award
  - Miglior successo in film, miniserie e special
- 1999 - YoungStar Award
  - Migliore interpretazione di una giovane attrice in una miniserie o un film TV a Tina Majorino
- 2000 - Golden Reel Award
  - Miglior montaggio sonoro - film TV e special (incluse miniserie) a Andrew Glen